# 楊天經
楊天經（英文名：Dexter Young Tin-King，1975年3月25日—），香港電視、舞台劇男演員，為著名粵語片明星陳寶珠與商人楊占美之子。楊天經中學就讀於香港華仁書院，高中時讀文商科，其後赴美留學，並於德州大學經濟系畢業。2001年投身娛樂圈，演出作品包括舞台劇《天之驕子》、《王子復仇記》等。楊天經的頭號偶像為劉德華。
他在2007年簽約無綫。參與無綫劇集，嶄露頭角。2008年，楊天經成為了無綫北京奧運主持團隊成員之一。最近亦成為《體育世界》主持一份子。曾成為足球評述員，評述多場本地球賽。
他在2012年離開無綫電視，轉投香港電視網絡（HKTV），結束5年與無綫電視之賓主關係。《東西宮略》是其在無綫電視的最後作品。首部參演香港電視的作品為《童話戀曲201314》，而於另一港視劇集《導火新聞線》飾演財經採訪主任莫允財（莫財）一角，戲份甚重。
2016年以自由身參與無綫電視劇集。

## 家庭
楊天經現與母親陳寶珠同住。

## 演出作品

### 電視劇（無綫電視）
| 首播   | 劇名                   | 角色             |
| 2008年 | 《和味濃情》           | 馬田心（Honey）  |
| 2008年 | 《溏心風暴之家好月圓》 | 鄭家樂（Kelvin） |
| 2009年 | 《學警狙擊》           | 朱永福（捺雞）   |
| 2009年 | 《大冬瓜》             | 孫應聲           |
| 2011年 | 《洪武三十二》         | 朱柏（湘王）     |
| 2011年 | 《怒火街頭》           | 楊國駒           |
| 2012年 | 《東西宮略》           | 燕國太子         |
| 2017年 | 《賭城群英會》         | 陳公子           |

### 電視劇（香港電視）
| 首播   | 劇名               | 角色    |
| 2014年 | 《警界線》         | 冯伟雄  |
| 2015年 | 《來生不做香港人》 | 高律師  |
| 2015年 | 《童話戀曲201314》 | Charles |
| 2015年 | 《導火新聞線》     | 莫允財  |
| 2015年 | 《歲月樓情》       | 王樹彬  |

### 節目主持（無綫電視）
- 2008年：北京奧運
- 2008年：體育世界
- 2009年：第五届东亚运动会
- 2010年：南非世界杯
- 2012年：倫敦奥運

### 電視劇（亞洲電視）
- 香港奇案實錄 老千計死人財 飾 常立志（2005）

### 網絡劇
- 无间道 飾 老餅（2016）

### 舞台劇
- 但願人長久──鄧麗君 飾富家公子（2002）
- 愛在瘟疫蔓延時
- 小海白兒童音樂劇
- 再起．舞（2005）
- 劍雪浮生 飾 張洋（2005）
- 天之驕子（2006）
- 王子復仇記（2007）
- {女大不中留}  (2014)
- 聖誕老人玩轉聖誕假 (2024)

### 電影
- 反收數特遣隊飾演見習督察（主角：李修賢）（2002）
- 天使死神（2003）
- 金田一豪宅謀殺案（2004）
- 導火新聞線（2016）